# فهرست سفیران الجزایر در ایران
سفیر الجزایر در تهران نماینده رسمی دولت الجزایر در ایران است. روابط سیاسی دو کشور از زمان پهلوی دوم برقرار شده‌است

## فهرست سفیران
| ارائه استوارنامه | سفیر                 | توضیحات | رئیس‌جمهور الجزایر  | رئیس‌جمهور یا شاه ایران | پایان دوره    |
| ---------------- | -------------------- | --- | ------------------ | ---------------------- | ------------- |
| ۲۴ سپتامبر ۱۹۶۸  |                      | | هواری بومدین       | محمدرضا پهلوی          |               |
| ۱ نوامبر ۱۹۷۴    | حفید کرمان           | (* ۱۵ آوریل ۱۹۳۱-۱۳ نوامبر ۲۰۱۳) - در سال 1962 سفیر الجزایر در تونس بود. - از ۱۴ ژوئن ۱۹۶۳ تا ۱۴ اوت ۱۹۶۴ سفیر الجزایر در آلمان بود. - ۱۹۶۹ او سفیر الجزایر در برزیل بود. - در سال 1972 سفیر الجزایر در بلغارستان بود. - از نوامبر ۱۹۷۴ تا نوامبر ۱۹۷۸ سفیر الجزایر در ایران بود. - او از نوامبر ۱۹۷۸ تا سپتامبر 1982 سفیر الجزایر در لهستان بود. - از سپتامبر ۱۹۸۲ تا سپتامبر ۱۹۸۴ او سفیر الجزایر در ژاپن بود. - در ۱۷ ژانویه ۱۹۸۶ سفیر الجزایر در یونسکو شد. | هواری بومدین       | محمدرضا پهلوی          |               |
| ۳ مه ۱۹۷۹        | عبدالکریم غریب       | دولت موقت جمهوری اسلامی ایران با معرفی آقای عبدالکریم غریب به عنوان نماینده تام‌الاختیار موافقت کرد. - وی از سال ۱۹۸۲ تا ۱۹۸۳ سفیر الجزایر در چین بود | شاذلی بن جدید      | محمدرضا پهلوی          | ۱ ژانویه ۱۹۸۲ |
| ۵ اکتبر ۱۹۸۳     | عبدالحمید عجلی       | ۱۹۸۳: سفیر جدید الجزایر در ایران آقای عبدالحمید عجلی استوارنامه خود را به سیدعلی خامنه‌ای رئیس‌جمهوری اسلامی ایران تقدیم کرد. | شاذلی بن جدید      | علی خامنه‌ای            |               |
| ۱ ژانویه ۱۹۸۵    | شریف دربال           | | شاذلی بن جدید      | علی خامنه‌ای            | ۱ ژانویه ۱۹۸۸ |
| ۱ ژانویه ۱۹۸۸    | محمد لاربی ولد خلیفه | (*بعد از ۱۹۳۸) | شاذلی بن جدید      | علی خامنه‌ای            | ۱ ژانویه ۱۹۹۱ |
| ۱ اکتبر ۱۹۹۱     | Abdelkader Hadjar    | عبدالقادر حجار، عبدالقادر آخرفانه حجار، - سفیر الجزایر در قاهره | شاذلی بن جدید      | اکبر هاشمی رفسنجانی    | ۱ ژانویه ۲۰۰۴ |
| ۵ ژانویه ۲۰۰۵    | محمد امین درگی       | محمد امین درگی | عبدالعزیز بوتفلیقه | محمود احمدی‌نژاد        |               |
| ۲۰۰۹             | سوفیانه میمونی       | سوفیانه میمونی |                    |                        | ۲۰۱۴          |
| ۲۰ آوریل ۲۰۱۵    | عبدالمونعام اهریز    | احریز عبدالمونعام عبدالمنعم اهریز | عبدالمجید تبون     | حسن روحانی             |               |